# Cyanika
Cyanika est une colonie peuplée[pas clair] au Rwanda. Elle est adjacente à Kyanika, situé de l'autre côté de la frontière de l'Ouganda voisin.  Cyanika fait également référence au secteur de Cyanika, l’une des 17 divisions administratives du district de Burera. 

## Situation
Cyanika est située dans le district de Burera, dans la province du Nord, à environ 121 km, par la route, au nord-ouest de Kigali, capitale et plus grande ville du Rwanda,.   Cyanika se trouve à une altitude moyenne de 1957 mètres.  

## Vue d'ensemble
Cyanika ainsi que Kyanika sont l’un des trois principaux axes routiers entre le sud du Rwanda et le nord de l'Ouganda.  

## Points d’intérêts
La frontière se trouve à proximité du parc national des volcans au Rwanda, du parc national des gorilles de Mgahinga en Ouganda et du parc national des Virunga au Congo.  